# 赵匡华
赵匡华（1932年—），男，浙江杭州人，中国分析化学家、化学史家，曾任北京大学化学系教授，中国科学技术史学会理事。